# Łęk sklepienny
Łęk sklepienny, inaczej łuk sklepienny – element konstrukcyjny i dekoracyjny sklepienia wykonany z cegły lub kamienia, w kształcie łuku. Stosowany w budownictwie kamiennym i ceglanym od około VIII w.
Łęk przebiegający prostopadle do pomieszczenia jest określany jako łęk jarzmowy, pas sklepieniowy lub gurt. Dzieli on sklepienie na pola sklepienne. Natomiast łuk przebiegający po polach sklepiennych, pod kątem, określany jest jako żebro. Obecnie określa się te elementy jako żebra lub łuki sklepienne.
W późnym gotyku niektóre żebra zatraciły funkcję konstrukcyjną, stając się elementami czysto dekoracyjnymi np. w sklepieniach sieciowych.

## Funkcja konstrukcyjna

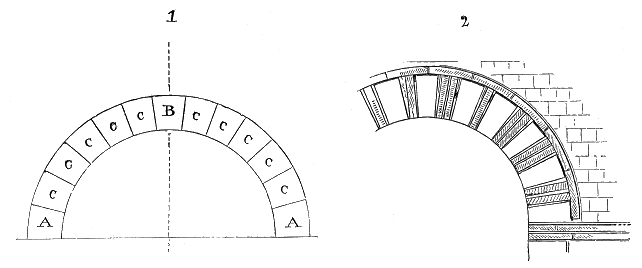
Konstrukcja łęku

Konstrukcja łęku przenosiła obciążenie ściskające i dlatego mogła być wykonywana z ciosów kamiennych lub cegieł w kształcie klina (klińców) nawet bez użycia zaprawy. Łęk złożony jest z dwóch krzywoliniowych odcinków podpartych na wezgłowiu i połączonych w najwyższym punkcie zwornikiem. Krzywizna łuku (łęku) była uzyskiwana przez kliniec – węższy na jednym końcu a szerszy na drugim (rysunek1), a czasem przez zmianę grubości zaprawy w spoinie (rysunek 2).
Sprawa funkcji konstrukcyjnej żeber nie jest oczywista nawet dla ekspertów. Znane są przykłady z czasów wojny, gdy na skutek nalotów i bombardowań odpadały żebra, natomiast sklepienie trwało dalej, są też przykłady odwrotne, kiedy sklepienie się zawaliło, a żebra trzymały się dalej, nie podtrzymując niczego.
Według innej koncepcji prawdziwa rola żeber polegała na czymś innym. Do wykonania sklepienia kolebkowego czy też krzyżowego bez żeber konieczny był szalunek drewniany wykonany nad całą powierzchnią do przekrycia. Inaczej w przypadku zastosowania żeber. Najpewniej żebra były wykonywane przed sklepieniem, na specjalnych rusztowaniach: krążynach. Pola pomiędzy żebrami (tzw. wysklepka) były zabudowywane szalunkiem. Po zastygnięciu zaprawy, gdy łuk zyskał nośność konstrukcyjną, pola między żebrami były wykładane (wysklepiane) kamieniem lub cegłą na zaprawie, bezpośrednio na szalowaniu. Następnie szalunek był przekładany na następne pole. Żebra miały więc istotną, podwójną rolę w konstruowaniu sklepienia: stanowiły element wzmacniający szalunek i umożliwiały wykonywanie poszczególnych wysklepek po kolei z użyciem tego samego drewna. Oszczędność zarówno drewna, jak i czasu jest bezsporna.

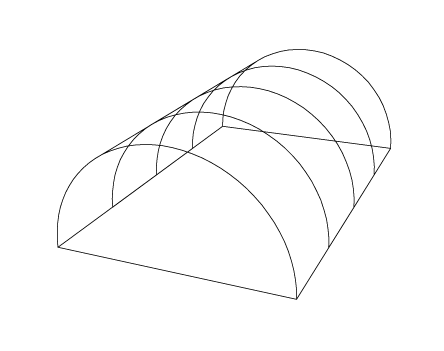
Sklepienie kolebkowe: kolebka podzielona na pola sklepienne (odcinki) gurtami dla łatwiejszego wykonania sklepienia
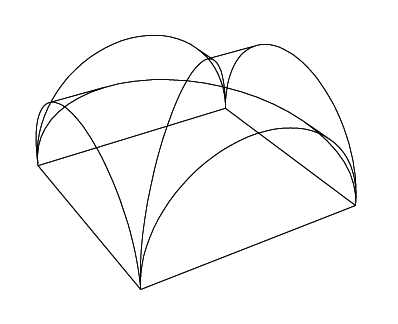
Sklepienie krzyżowe, a właściwie jedno pole sklepienia: podzielone na cztery wysklepki; linie przekątne wyznaczają miejsce osadzenia żeber, po obwodzie umieszczano łuki gurtów
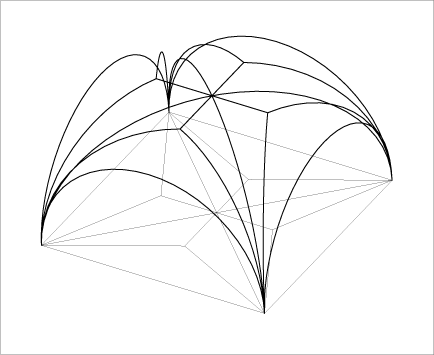
Sklepienie rozbudowane o „niepotrzebne” żebra: cztery pola wysklepek podzielone każde na trzy części przez dodatkowe żebra
Rzut kościoła. Przykład graficznego oznaczenia: jedną kreską – miejsce przebiegu żeber; dwoma kreskami łuki między kolumnami (pasy gurtowe)

## Historia i rozwój
Gurty pojawiły się w sklepieniu kolebkowym jako tzw. łęki jarzmowe. Dzieliły kolebkę na pola sklepienne. Wprowadzając rytm działały dekoracyjnie; a przejmując obciążenia z kolebki – konstrukcyjnie.
Po wprowadzeniu sklepienia krzyżowego rozpoczęto stosować żebra (do wzmacniania sklepień „na szwach”, czyli w miejscach gdzie pola sklepienne stykały się ze sobą).
Kolejną innowacją było dodanie żeber wybiegających z naroży pola sklepiennego i stykających się w środku pola (podobnie jak wyznacza się środek ciężkości w trójkącie).

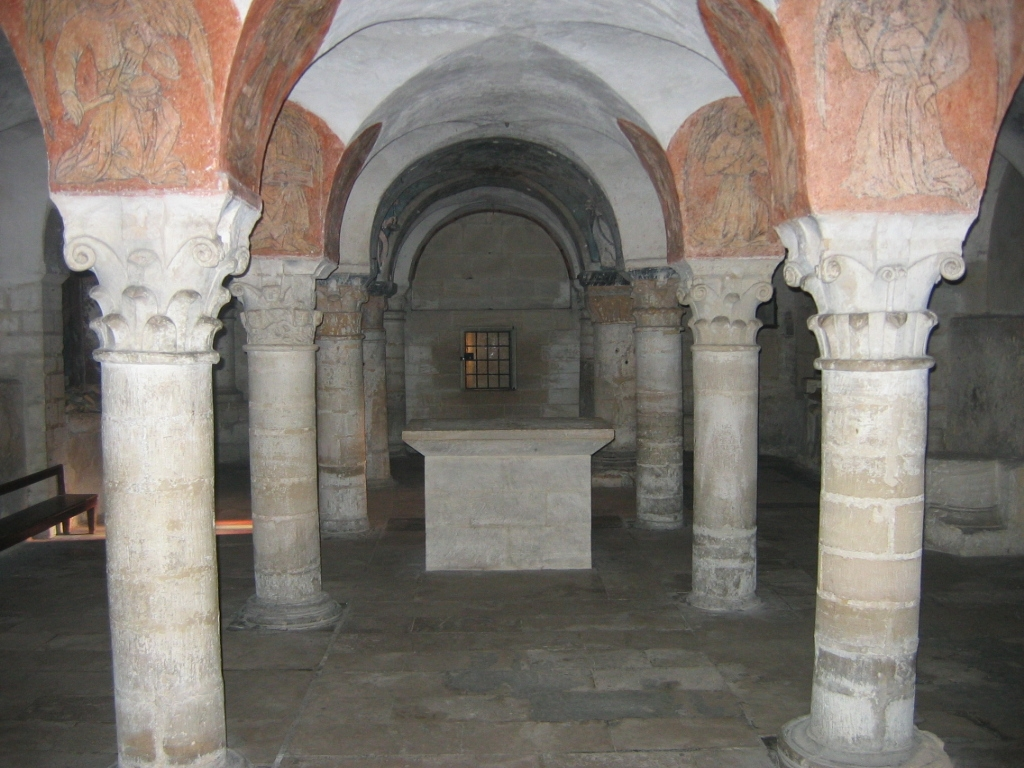
Sklepienie krzyżowe bez żeber i gurtów, do wykonania takiego sklepienia trzeba było podeprzeć całe sklepienie
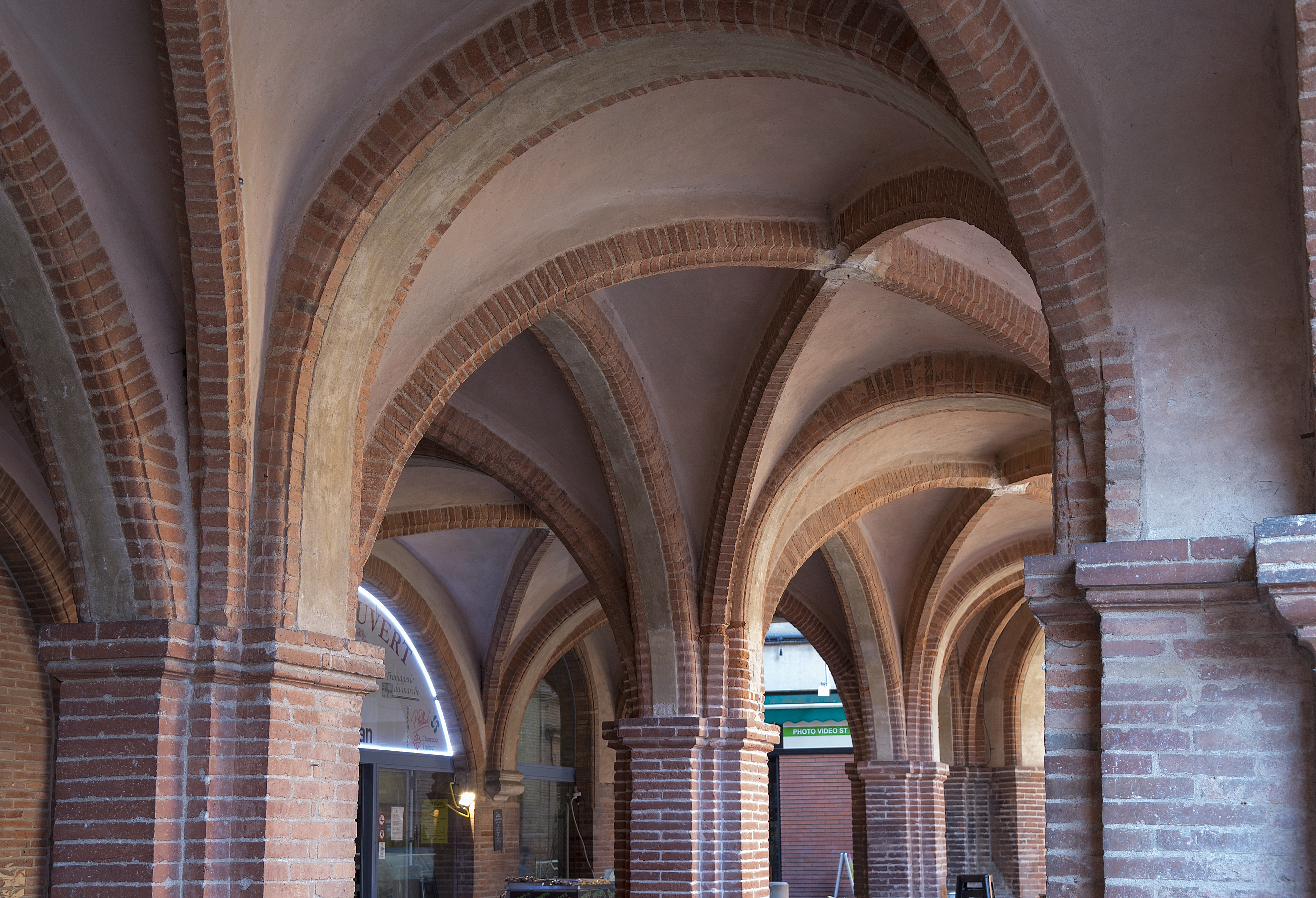
Szerokie pasy gurtów wyraźnie rozdzielają pola sklepienne z węższymi żebrami
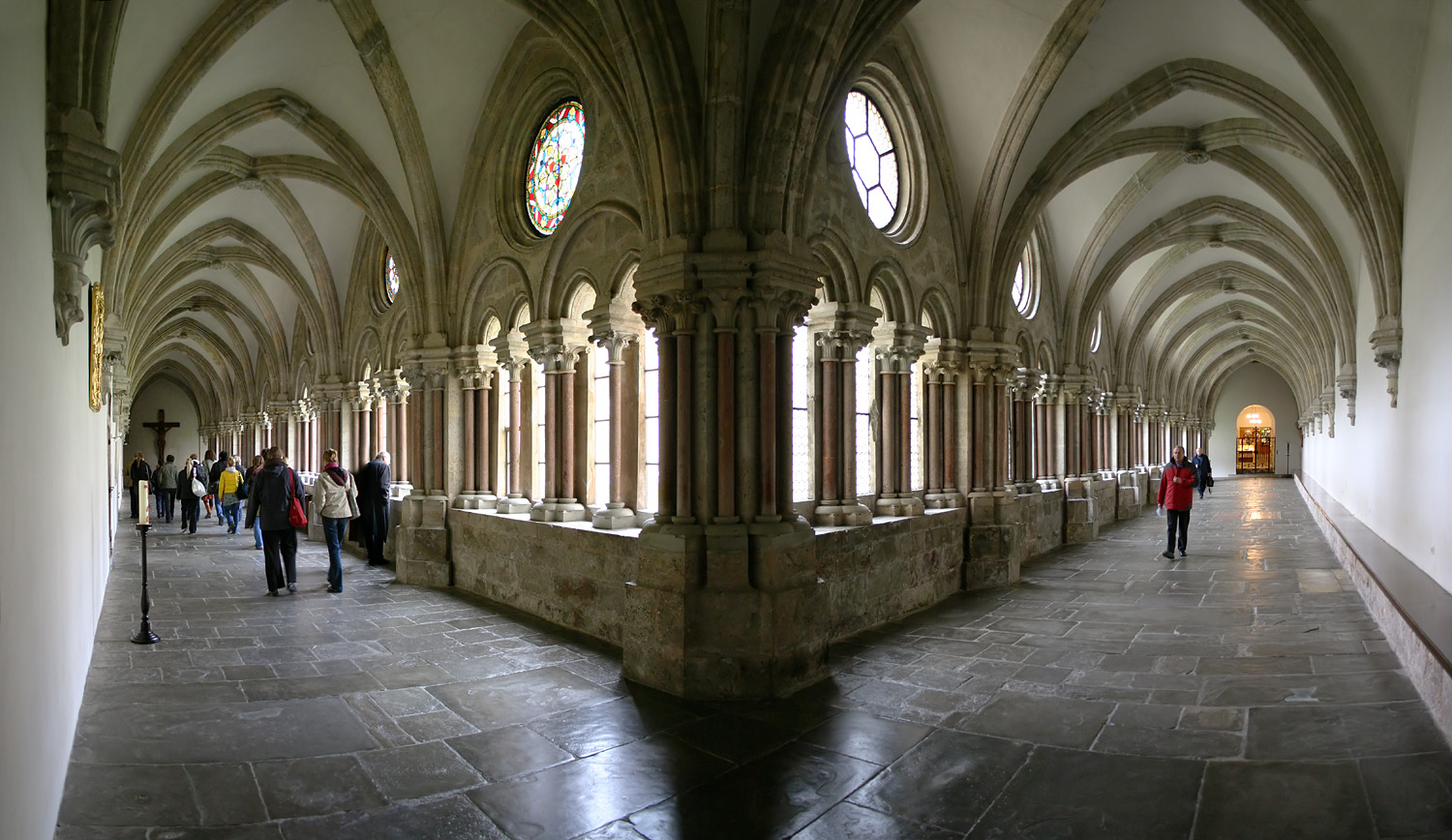
Sklepienie krużganku: pola krzyżowo-żebrowe połączone gurtami-żebrami o tym samym przekroju, sklepienie zyskuje jednolitość
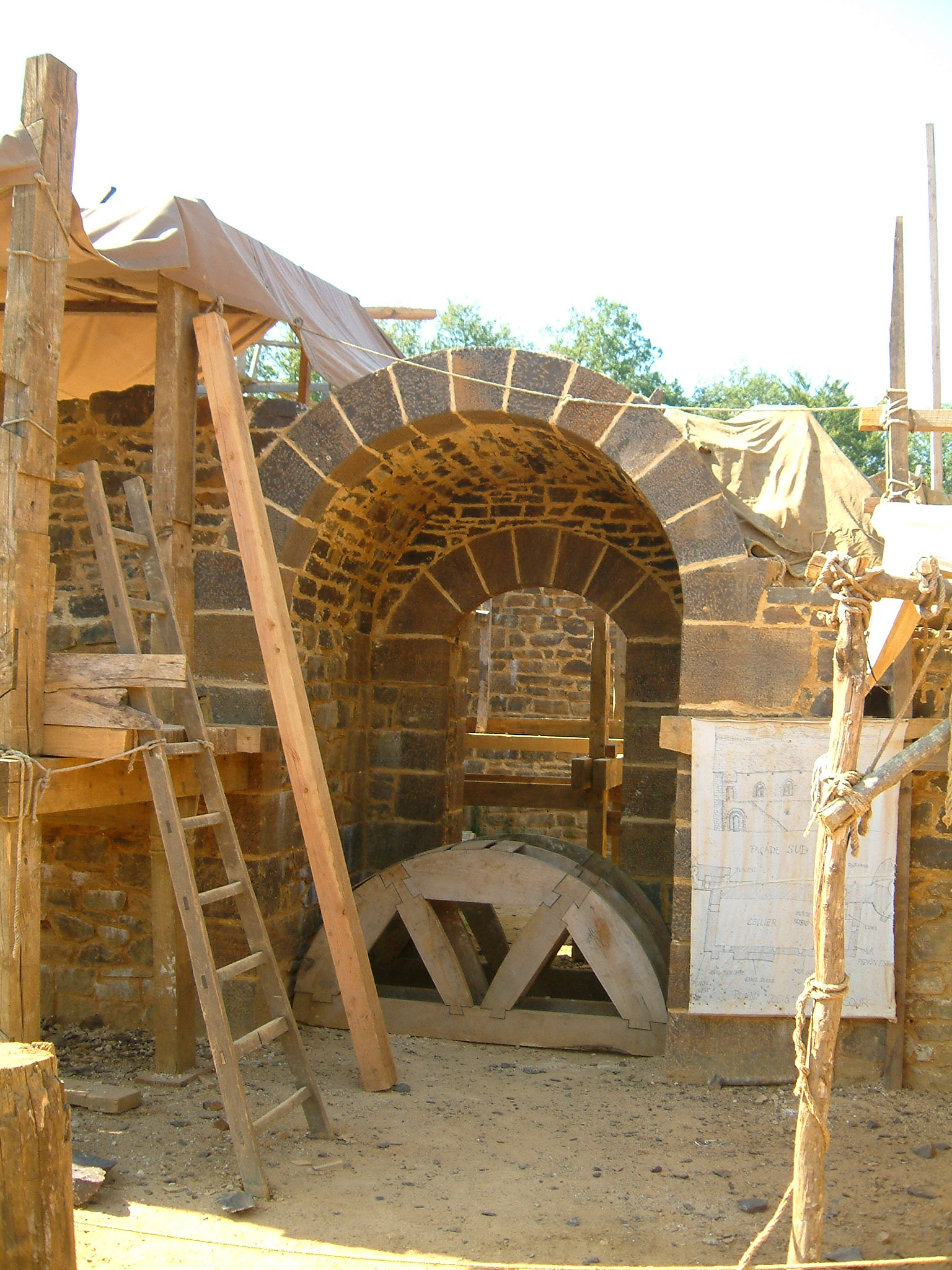
Specjalnie zbijana konstrukcja do wykonania łuku, przy skomplikowanym sklepieniu wykonanie szalunku wymagało sporego doświadczenia

Potem wraz z rozwojem form sklepiennych stosowano coraz więcej żeber. Tworzyły całe układy, siatki. Sklepienia coraz bardziej przypominały korony drzew, a ich pionowe przedłużenia: służki – pnie drzew. Twórcy kościołów to podobieństwo starali się nawet podkreślić. Stąd w dekoracji służek i żeber pojawiało się coraz więcej motywów roślinnych, służki upodabniano do pni, a żebra do gałęzi. W późnym gotyku stosowano (co prawda incydentalnie) żebra biegnące w powietrzu, w przestrzeni pod sklepieniem, w celu zwiększenia iluzji i siły działania tak rozbudowanego sklepienia.

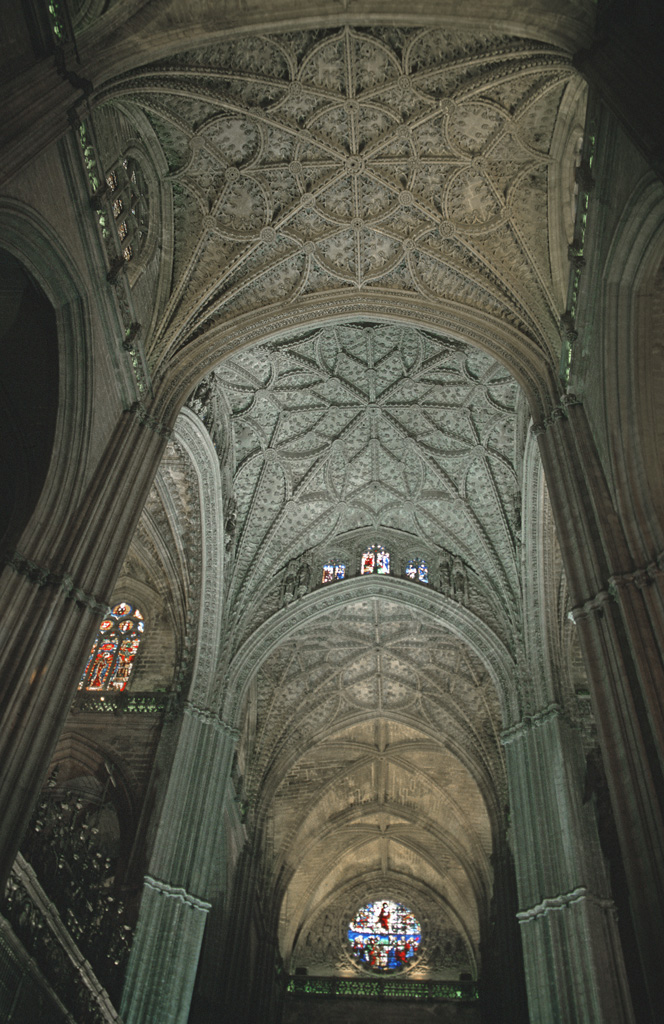
Żebra ozdobione motywami roślinnymi, wyraźny podział na pola sklepienne
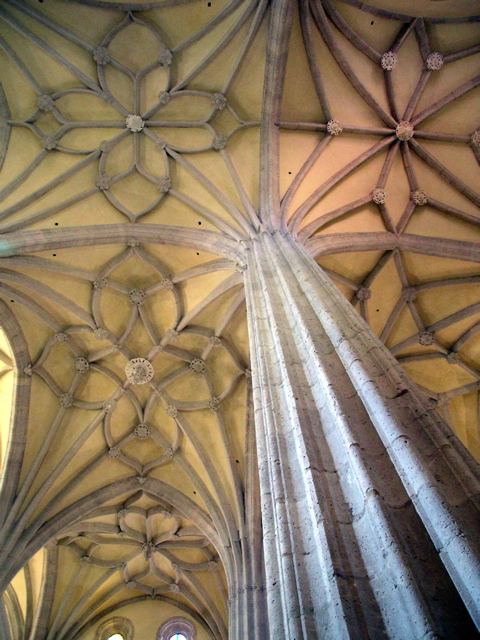
Żebra tworzące fantastyczne rysunki na sklepieniu, scalają sklepienie w jeden rysunek
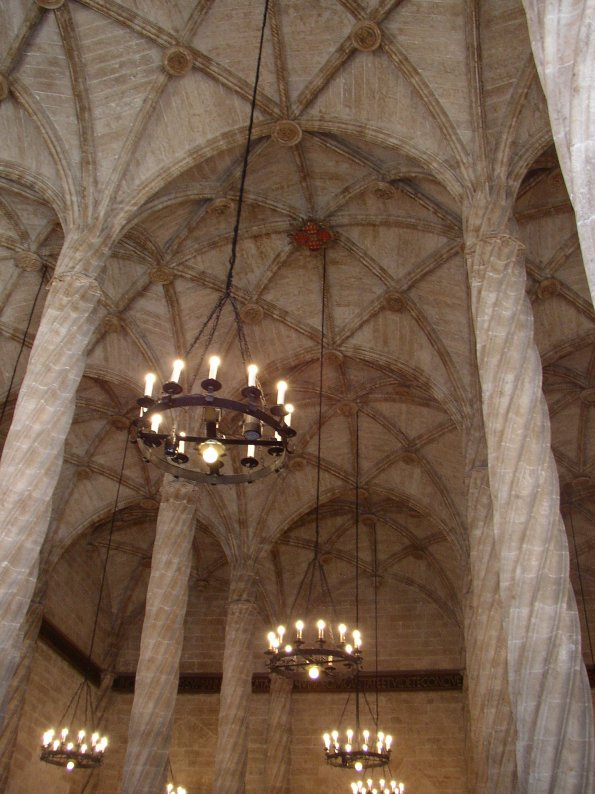
Pola sklepienne poprzez ujednolicenie żeber całkowicie zlewają się ze sobą tworząc jednolite sklepienie
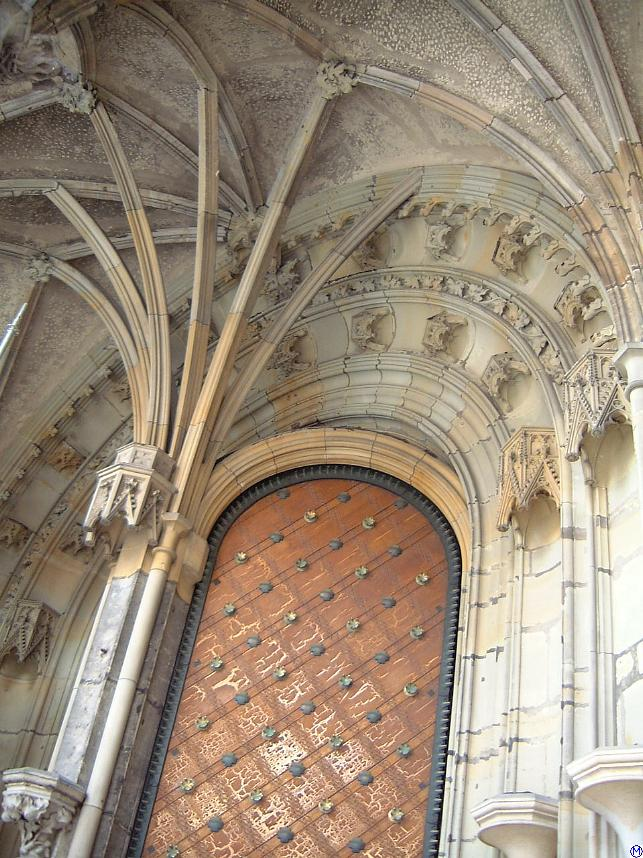
Żebro całkowicie oderwane od sklepienia. W zasadzie bardziej rzeźba-ozdoba niż element architektoniczny

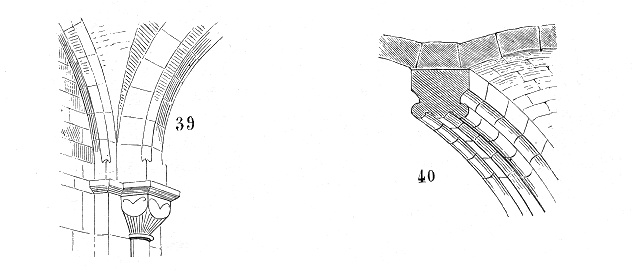
Żebra były wykonywane z rozrzeźbionego elementu...

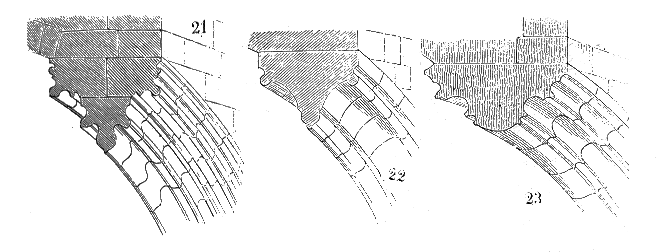
...lub całych układów takich elementów

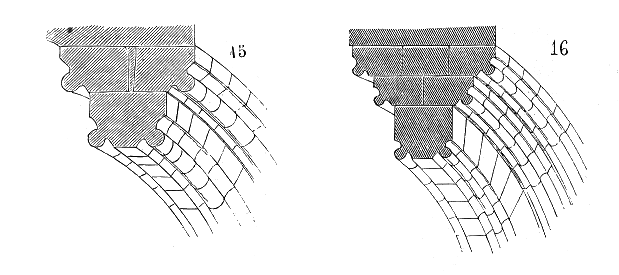
Skomplikowane profile można było wykuć w kamieniu...

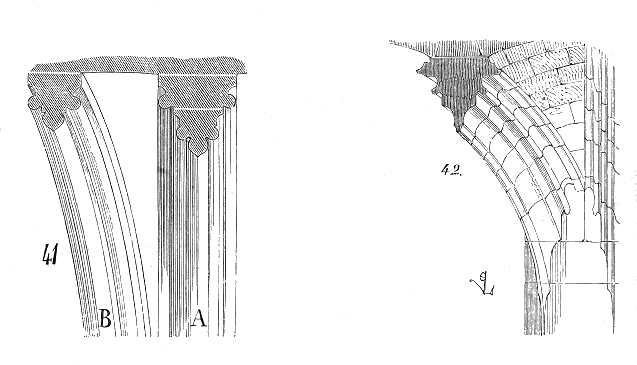
...lub wykonać w specjalnej formie z cegły

## Rola dekoracyjna
Pierwsze żebra miały bardzo proste formy, prostokątne lub zaokrąglone. Wraz z rozwojem zdobienia, gdy coraz większą wagę przywiązywano do detalu, żebra miały coraz bardziej urozmaicone kształty profili. Ozdabiane były też głowice u wezgłowia żeber, oraz zworniki sklepienne. Stosowanie elementów wklęsło-wypukłych tzw. laskowanie spowodowało niesamowite rozczłonkowanie żeber. Początkowo żebra wykonywano w kamieniu. Tworzono całe zespoły elementów wklęsłych i wypukłych. Dodatkowo często pokrywano żebra ornamentem czy rzeźbą. Po upowszechnieniu cegły, żebra zaczęto wykonywać z tzw. cegły kształtówki. Umożliwiło to uzyskanie znacznie bardziej wysmukłych kształtów.

## Przykłady pionierskiego stosowania żeber
- kościół St-Sernin, Tuluza – sklepienie kolebkowe z gurtami ok. 1080;
- katedra cesarska, Spir – krypta: sklepienie krzyżowe z gurtami ok. 1080;
- katedra w Durham – sklepienie krzyżowo-żebrowe ok. 1130;
- kościół opacki w Cluny – żebra z łukiem ostrym koniec XI w.
- kościół opacki w St. Denis – sklepienie krzyżowo-żebrowe z łukiem ostrym 1144.

## Przykłady zastosowania żeber w Polsce
- Rotunda świętego Prokopa, Strzelno – sklepienie krzyżowo-żebrowe;
- kościół cysterski w Trzebnicy (1203-1240) – sklepienie krzyżowe z żebrami rozdzielone potężnymi pasami gurtowymi;
- Katedra gnieźnieńska, Gniezno – żebra pokryte ornamentem;
- chór katedry św. Jana Chrzciciela, Wrocław (1244-1272) – ceglane żebra w sklepieniu sześciodzielnym;
- kościół pocysterski, Henryków (1241-1260) – w miejsce gurtów pojawiają się żebra
- Bazylika św. Franciszka z Asyżu w Krakowie;
- kościół św. Andrzeja Apostoła, Olkusz;
- kościół śś. Jana Chrzciciela i Jana Ewangelisty, Orneta – sklepienie gwiaździste;
- kościół śś. Piotra i Pawła, Strzegom.